# ويندوز إن تي 3.5
ويندوز ان تي 3.5 هو الإصدار الثاني من نظام التشغيل مايكروسوفت ويندوز ان تي. وكان إصداره في 21 سبتمبر 1994.
وكان أحد الأهداف الرئيسية خلال تطوير ويندوز ان تي 3,5 'لزيادة سرعة نظام التشغيل، ونتيجة لذلك، فإن المشروع اعطى الاسم الرمزى«دايتونا»في إشارة إلى سباق الدراجات النارية الدولية دايتونا في دايتونا بيتش بولاية فلوريدا. وقد نجح أخيرا ويندوز ان تي 3,51 من ان تي ويندوز 3,5 في عام 1995 وان تي ويندوز 4.0 في عام 1996.

## نبذة عن
وهذا هو أول نسخة ويندوز ان تي تبني أسماء ويندوز ان تي محطات ويندوز سيرفر لطبعاتها. واوضحت المصادر ان الطبعات من الإصدار السابق، ويندوز 3.1، ويندوز ان تي وويندوز سيرفر متقدمة. وسمح فقط 10 محطات طبعة عملاء المتزامنة للوصول إلى ملقم الملف وليس العملاء ماك. وتضمنت طبعة خادم جميع وظائف وخيارات الشبكة.
وشملت ويندوز ان تي 3,5 متكاملة ينسوك ودعم برنامج TCP /IP وتضمنت النسخة الأولية المتاحة تجاريا من ويندوز ان تي، الإصدار 3.1، سوى تنفيذ الملكية وغير كاملة تماما لبرنامج TCP / IP على أساس ايه تي اند تي لنظام يونيكس الخامس «تيارات» API. برنامج TCP / IP وتتم إعادة كتابة IPX / SPX في ويندوز ان تي 3,5. NetBIOS أكثر من / دعم برنامج TCP (NetBT) IP باعتبارها طبقة التوافق لبرنامج TCP / IP كما تم تقديم مايكروسوفت أيضا DHCP وانتصارات وDHCP العملاء والملقمات WINS.
يمكن ويندوز ان تي 3,5 مشاركة الملفات من خلال بروتوكول نقل الملفات والطابعات من خلال LPR وتتصرف كما غوفر، ويب، وملقمات ايس. وشملت ويندوز ان تي 3,5 الموارد Kit تنفيذ الأولى من نظام أسماء النطاقات مايكروسوفت. وشملت ويندوز ان تي 3.5 خدمة الوصول البعيد للوصول الطلب الهاتفي المودم البعيد خدمات الشبكة المحلية باستخدام بروتوكولات زلة أو تعادل القوة الشرائية.
الميزات الجديدة الأخرى في ويندوز ان تي 3,5 تشمل VFAT (القدرة على استخدام أسماء الملفات الطويلة يصل 255 حرفا)، ودعم منافذ الإدخال / الإخراج الانتهاء. وظهرت على شاشة بدء التشغيل الجديد. تم تحديث واجهة لتكون متوافقة مع ويندوز لمجموعات العمل 3.xx. أنه أيضا ترقية ربط الكائنات وتضمينها (OLE) بدعم من الإصدار 1.0 الإصدار 2.0 وأكثر فعالية—الأداء العالي وأنه يتطلب ذاكرة أقل من ويندوز ان تي 3,1. ويندوز ان تي 3.5 لا يدعم أجهزة الكمبيوتر المحمول لانه لا يملك تعاريف للحصول على ادابتر PCMCIA محول. في يوليو 1995، تم تقييم ويندوز ان تي 3.5 مع حزمة الخدمة 3 من قبل وكالة الأمن القومي بأنها تمتثل للمعايير TCSEC. C2.